# Allkauf

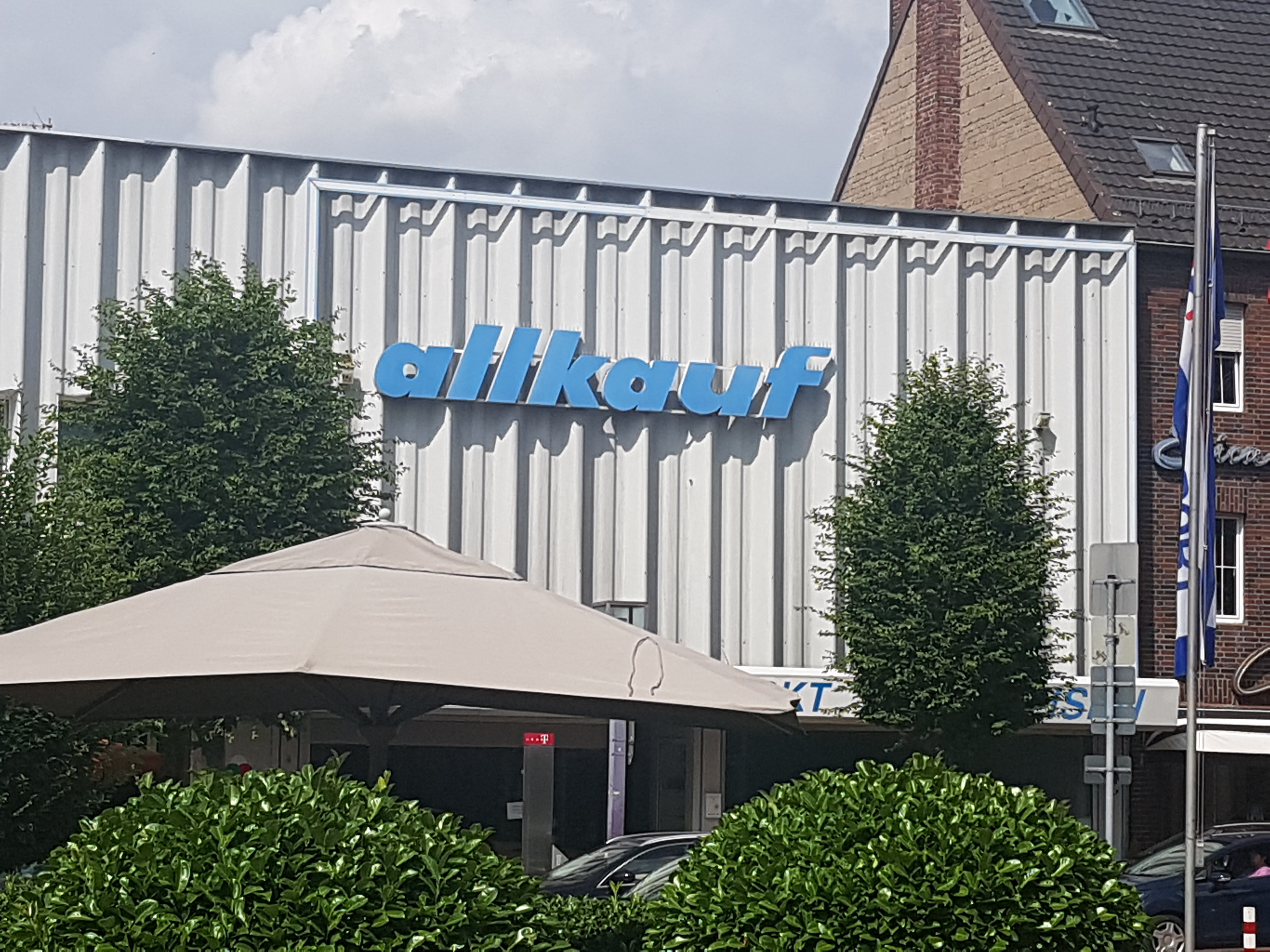
Ehemalige Foto-allkauf-Filiale in Jülich, die zum Aufnahmezeitpunkt (2020) einen orientalischen Supermarkt beherbergte

Allkauf (Eigenschreibweise: allkauf) war eine in Deutschland bundesweit vertretene Einzelhandelskette mit Sitz in Mönchengladbach, die 1998 von der Metro AG übernommen wurde. Anschließend verschwand der Markenname, die bestehenden Märkte wurden zum Teil unter der neuen Bezeichnung „real,-“ weitergeführt. Der Name allkauf stammt vom Slogan Alle können alles kaufen.

## Unternehmen
Die allkauf SB-Warenhaus GmbH mit Sitz in Mönchengladbach betrieb zuletzt 94 SB-Warenhäuser in Deutschland, vor allem in Nordrhein-Westfalen und Ostdeutschland sowie zwei Standorte in Polen. Das Unternehmen war Teil der Holding Allkauf Konzern Verwaltung GmbH, im Besitz der Familie Viehof. Die SB-Warenhäuser boten Kunden alle Produkte des täglichen Bedarfs, u. a. Lebensmittel. Zusätzlich verfügte allkauf über ein breites Sortiment an Nicht-Lebensmitteln, darunter Elektronikartikel, Haushaltswaren und Textilien. Neben Markenartikeln wurde ab dem 1. September 1997 eine Discount-Handelsmarke angeboten: Preisjoker.

## Geschichte

### Anfänge und die ersten SB-Warenhäuser (1962–1990)
Im Jahre 1962 gründeten der Mehlmüller Eugen Viehof und der Ölmüller Gerhard Ackermans aus Mönchengladbach ihren ersten Großmarkt Selgross (ein Kofferwort aus Selbstbedienungs-Großmarkt; nicht zu verwechseln mit dem Unternehmen Selgros für Großmärkte, welches noch heute besteht). Das Discounter-Konzept für die Großmärkte setzte sich schnell durch, sodass später ein zweiter Markt in Aachen folgte.
Neben den Großmärkten betrieb allkauf hauptsächlich SB-Warenhäuser. Das erste seiner Art eröffnete am 1. März 1968 in Heinsberg, ehe im Mai des gleichen Jahres der zweite Standort in Düren eröffnet wurde. 1980 konnte das Unternehmen 2,34 Milliarden Mark Umsatz erwirtschaften. Im gleichen Jahr betrieb man u. a. 32 SB-Warenhäuser.
Ende der 1980er Jahre kam es aufgrund Ackermans’ privater Investments in Medien-, Film- und Radiosendern zu Streitigkeiten der beiden Gründer. Viehof zahlte seinem Schwager Ackermans im Jahre 1990 etwa 700 Millionen Deutsche Mark für seinen Allkauf-Anteil.

### Expansion nach Ostdeutschland und Polen (1990–1998)
Nach der deutschen Wiedervereinigung expandierte die Allkauf-Gruppe rasant in Ostdeutschland, wobei in nur drei Monaten 18 Provisorien entstanden, das erste Zelt dabei in Dresden. Pläne, nach Spanien und Portugal zu expandieren, wurden im Gegenzug aufgegeben. 1991 setzte man mehr als 6 Milliarden Mark um, davon alleine rund eine Milliarde Mark im Osten des Landes. Im Jahr vor der Übernahme durch die Metro bestanden bundesweit 73 SB-Warenhäuser, davon alleine 24 in Ostdeutschland. Ab Januar 1997 beteiligte sich allkauf zu 50 % an den plaza-Warenhäusern der KG Dortmund. Mit der Umflaggung der Märkte in Dortmund-Aplerbeck und Hamm-Heessen begann man am 24. Februar 1997 offiziell mit der Umstellung aller 19 in Nordrhein-Westfalen befindlichen plaza-Häuser auf allkauf. Über die allkauf-plaza SB-Warenhaus GmbH hielt allkauf 1998 100 % an den plaza-Häusern. 1997 gab Allkauf ein Angebot für die Übernahme des Konkurrenten Wertkauf ab, den Zuschlag erhielt schlussendlich der US-Konzern Walmart.
Mit der Eröffnung des Marktes in Krakau im Juli 1997 expandierte Allkauf im 1995 gegründeten Joint-Venture mit Koninklijke Ahold nach Polen, am 17. November 1997 folgte der zweite Markt in Tychy. Bis zum Jahr 2000 waren 15 SB-Warenhäuser in Polen geplant. Die Metro AG zog sich im Herbst 1998 aus dem Joint-Venture zurück, die beiden Märkte Krakau und Tychy in Polen wurden im November des gleichen Jahres an den Joint-Venture-Partner Koninklijke Ahold verkauft und 1999 auf die Vertriebslinie Hypernova umgeflaggt. Drei für 1998 geplante Neueröffnungen wurden nicht umgesetzt.

### Verkauf an die Metro AG
Zum 1. Januar 1998 verkaufte Eugen Viehof mit der Viehof GmbH auch seinen Einzelhandelskonzern für etwa 2,4 Milliarden Mark (umgerechnet heute etwa 2 Mrd. Euro) an die Metro-Gruppe, das Bundeskartellamt stimmte der Übernahme am 23. Juni 1998 ohne Auflagen zu. Die Standorte wurden, je nach Größe der Verkaufsfläche, nach und nach auf die Metro-Vertriebslinien extra und real umgeflaggt. Auch drei für 1998 geplante Neueröffnungen in Deutschland wurden nicht mehr umgesetzt, die eigenständige Werbung für allkauf wurde zum 19. September 1998 aufgegeben.

## Unternehmensstruktur
1999 verfügte Allkauf als Teil der Metro AG über 94 Selbstbedienungs-Warenhäuser, davon 19 ehemalige plaza-Häuser und neun ehemalige Otten-Franchise-Häuser.
Zu Allkauf gehörten auch:
- 160 Reisebüros der Allkauf Touristik Vertriebs GmbH (Gründung 1989)
- 21 alltronic-Kundencenter (Gründung 1975)
- 90 Fotogeschäfte der Allkauf Franchise GmbH, die im November 1998 an Nina’s Bildermarkt Sommer GmbH verkauft wurden. (Gründung 1978 als allkauf Foto GmbH)
- 56 Verkaufsbüros der 1985 gegründeten Allkauf-Haus GmbH, darunter 16 Musterhaus-Standorte. Diese wurden 1998 an massa-Ausbauhaus GmbH mit Sitz in Simmern (ehemalige Tochtergesellschaft der Metro) verkauft. Der Name allkauf-haus besteht weiterhin als Tochtergesellschaft der DFH Deutsche Fertighaus Holding AG.

## Trivia
Allkauf gehörte zu den ersten Firmen, die Trikotwerbung in der Fußball-Bundesliga betrieb. Nachdem erstmals in der Saison 1973/74 die Jägermeister-Werbung auf den Trikots von Eintracht Braunschweig zu sehen war, folgte Allkauf in der Saison 1974/75 mit einer Werbeaufschrift bei Fortuna Düsseldorf.